# Paweł Lipnicki
Paweł Miłosz Lipnicki (ur. 20 lutego 1964 w Toruniu) – polski aktor, wokalista, prezenter telewizyjny, scenarzysta, dramaturg i trener biznesu.

## Życiorys
W latach 1983–1986 był wokalistą Teatru Muzycznego w Gdyni. Od 1986 jest trenerem, szkoleniowcem autorskich szkoleń biznesowych, trenerem trenerów i coach celebrytów. W latach 1986–1988 był aktorem Teatru Dramatycznego w Płocku. W latach 1988–1994 był solistą Operetki Warszawskiej, a od 1996 jest wokalistą–współpracownikiem stołecznego Teatru Muzycznego Roma.
Od 1993 jest współpracownikiem Telewizji Polskiej. Prowadził autorski program „Stres ma wielkie oczy”, a także „Mama i ja”, „Orzeł czy reszka”, oraz „Kawa czy herbata”. Od 2008 jest aktorem Teatru Rapsodycznego Dnia Trzeciego, a od 2013 Teatru Piosenki Romana Kołakowskiego.
Paweł Lipnicki jest również autorem książki o whisky „Johnnie Walker Red Book”, poradników „Z Bogiem dasz radę” wyd. EDYCJA 2009, „Sprzedaj Kryzys” wyd. AKASHA – 2015 r, „Zdumiewająca siła przetrwania” wyd. POLIGRAF 2017, a także publikacji w magazynach „Twój Styl”, „Sukces” i innych. Wydał potrójny album utworów operetkowych Najpiękniejsze arie operetkowe. Jest współtwórcą albumu pieśni fantasy Pieśni śródziemia, oraz albumu celtic folk – Celtycki Krzyż, wydany w 2009, a także albumu „Muzyka świata – SCOTLAND” Soliton 2017. W latach 2014–2015 był liderem zespołu szantowego GDYNIA RADIO, a od 2013 roku prowadzi muzyczny kabaret Polskie Misie.

## Sztuki teatralne
- 2001: „Cudowny naszyjnik” premiera: Teatr STU, Kraków
- 1999: „Bajki pana B.” premiera plenerowa: Warszawa

## Filmografia
- 2018: Mecenas Lena Barska – Kazimierz Zabłocki
- 2017: Klan – Sławomir Wlast, wydawca książki Daniela
- 2016: Przyjaciółki – inżynier świadek w sądzie
- 2013: Klan – Andrzej Konopczyński, prezes agencji reklamowej
- 2010: Ludzie Chudego – obsada aktorska
- 2009: 39 i pół – szef myjni
- 2007: Spadek (29) w I kto tu rządzi? – Błażej Król
- 2005: Polowanie (26) w Kryminalni – „Kozak”
- 2003–2008: Na Wspólnej – lekarz
- 2002–2008: Samo życie – lekarz ginekolog Karoliny „Kiki” Bernsztajn
- 2002: 150 w Plebania – klient w barze „Angelika”
- 1997–2008: Klan – Waldemar Siwek, były kolega Jerzego z „Mediki”
- 1997: Boża podszewka – Kazimierz, nie występuje w czołówce

Varia
- 2000: Srebrny Deszcz – pieśń: Das Wandern – wykonanie utworu
- 1997: Boża podszewka – utwór muzyczny: Bajki – wykonanie

Polski dubbing
- 2008: Mój przyjaciel królik